# Michel Pavic
Michel Pavic (de son vrai nom Milorad Pavić), né le 11 novembre 1921 et mort le 16 août 2005, est un footballeur serbe reconverti en entraîneur. 
Il était surnommé « le professeur ». Comme joueur, il a joué à l'Étoile rouge de Belgrade.
Il a ensuite entraîné de nombreux clubs européens, tels que le Standard de Liège, le FC Bruges, l'Athletic Bilbao, le Benfica Lisbonne ou le Sporting Portugal.

## Carrière entraîneur
- 1957-1964 :  Étoile Rouge de Belgrade
- 1964-1967 :  Standard de Liège
- 1968-1969 :  FC Bruges
- 1969-1971 :  RFC Liège
- 1972-1974 :  Athletic Bilbao
- 1974-1975 :  Benfica Lisbonne
- 1975-1977 :  CD  Málaga
- 1977-1978 :  FC Rouen
- 1978-1979 :  Sporting Portugal
- 1979 :  FK Vojvodina
- 1980-1983 :  Celta Vigo
- 1983-1984 :  RCD Espanyol
- 1985-1987 et 1987-1988 :  Standard de Liège
- 1989-1990 :  Union Royale Namur[3]

## Palmarès entraîneur
- Champion de Yougoslavie 1959, 1960 et 1964 avec l'Étoile Rouge de Belgrade.
- Champion du Portugal 1975 avec Benfica.
- Vainqueur de la Coupe de Yougoslavie  1958, 1959 et 1964 avec l'Étoile Rouge de Belgrade.
- Vainqueur de la Coupe de Belgique 1966 et 1967 avec le Standard
- Vainqueur de la Coupe d'Espagne 1973 avec Bilbao.